# State of Alert
State of Alert (SOA) va ser un grup estatunidenc de punk hardcore format a Washington DC l'octubre de 1980 i actiu fins al juliol de 1981. SOA va ser liderat per Henry Rollins, llavors encara utilitzant el seu cognom original Garfield.

## Història
SOA es va formar l'octubre de 1980 després que els membres d'un grup anterior, The Extorts, perdessin el seu vocalista i contractessin Rollins. La formació original estava formada per Rollins (veu), Michael Hampton (guitarra), Wendel Blow (baix) i Simon Jacobsen (bateria).
Durant el desembre de 1980 i gener de 1981, el grup va gravar No Policy als Inner Ear Studios d'Arlington, un treball de 10 cançons produït per Skip Groff i dissenyat per Don Zientara. Va ser publicat per Dischord Records el març de 1981 com a segona referència del segell discogràfic després de l'EP de The Teen Idles. SOA va fer un total de nou concerts als Estats Units.
Tres cançons de SOA, «I Hate the Kids», la versió de U.K. Subs «Disease» i la versió de Boyce and Hart «Stepping Stone Party», es van incloure més endavant al recopilatori Flex Your Head, publicat el gener de 1982 per Dischord. El 2014, Dischord va publicar un EP de 7 polzades amb els seus primers enregistraments titulat First Demo 29/12/80.

## Llegat
SOA és recordada com la primera banda de Henry Rollins, abans que s'unís a Black Flag i més endavant fundés Rollins Band, però també com un exemple del «DC hardcore» primerenc i una influència en altres grups com Negative Approach i Agnostic Front.
Michael Hampton i Ivor Hanson van formar The Faith el 1981 amb Alec MacKaye, elgermà d'Ian MacKaye, i després Embrace amb Ian MacKaye el 1985. El 1986, Hampton es va unir a One Last Wish amb Guy Picciotto (Fugazi, Rites of Spring) i Brendan Canty (Deadline, Fugazi, Rites of Spring), i també va tocar a The Snakes. Hampton va tornar a unir forces amb Hanson per a formar Manifesto el 1988, i més tard va tocar amb membres d'Ivy a Paco. Wendel Blow va continuar tocant amb Iron Cross i Lethal Intent.

## Discografia

### EP
- No Policy 7-inch (1981)
- First Demo 12/29/80 7-inch (2014)